# Baptisten in Kroatien
Die autonomen Ortsgemeinden der Baptisten in Kroatien sind in der Union baptistischer Kirchen in Kroatien  (kroat. Savez baptističkih crkava u Republici Hrvatskoj) vereinigt. Diese Vereinigung dient vor allem der Bewältigung von Aufgaben, die die Einzelgemeinde überfordert, und der Förderung von Beziehungen der Ortsgemeinden untereinander.

## Geschichte
Erste Nachrichten über eine baptistische Missionsarbeit in Kroatien datieren aus den 1880er Jahren. Philipp Lotz (kroat. Filip Lotz), ein deutschstämmiger Kroate, erlebte eine Bekehrung in der Wiener Baptistengemeinde und empfing dort die Gläubigentaufe. Um 1883 kehrte er in seine kroatische Heimat zurück und begann unter der deutschsprachigen Bevölkerung Slawoniens (Ostkroatien) mit einer umfangreichen Missionsarbeit. Sein Stützpunkt war die Stadt Daruvar. Diese Pionierarbeit war auch einer der Ausgangspunkte für die Entstehung der tschechischen Baptistengemeinden.
Eine weitere Gründerpersönlichkeit des kroatischen Baptismus war Ivan Zrinšćak. Sein Weg führte ihn von Budapest, wo er sich den Baptisten angeschlossen hatte, nach Zagreb. Aufgrund seiner intensiven Predigttätigkeit konnte dort schon um 1890 die erste Baptistengemeinde gegründet werden.
Die Kroatische Baptistenunion entstand erst 1991 – nach dem Zerfall Jugoslawiens. Bis zu diesem Zeitpunkt waren die Baptisten in Kroatien Mitglied der Jugoslawischen Baptistenunion, die 1951 gegründet worden war und ihren Sitz in Belgrad hatte.

## Organisation und Statistik
Die Union der Baptistenkirchen in der Republik Kroatien ist Mitglied der Europäisch-Baptistischen Föderation und des Baptistischen Weltbundes.
Zu den Arbeitszweigen der kroatischen Union gehört unter anderem eine Theologische Fakultät in Zagreb, die gemeinsam mit der Evangelisch-lutherischen Kirche getragen wird. Ein sogenanntes Baptistisches Institut, ebenfalls in Zagreb ansässig, dient seit 1999 der Weiterbildung der haupt- und ehrenamtlichen Mitarbeiter. Ein diakonisches Werk (Baptist Aid) koordiniert die sozialen Arbeiten der Baptistenunion.
Am 18. November 2007 weihte der kroatische Baptistenbund ein neues Pastoralzentrum in Čakovec ein. Es handelt sich dabei um ein Mehrzweckgebäude, das Räumlichkeiten für Gemeindeveranstaltungen, Konferenzen und Jugendarbeit anbietet. Zum Pastoralzentrum gehört auch ein sozialdiakonisches Ausbildungsprojekt für bis zu 40 junge Menschen.
Im Jahr 2004 gehörten der Kroatischen Baptistenunion rund 2000 getaufte Mitglieder an, die in 42 Ortsgemeinden organisiert waren.